# Firiteaz, Arad
Firiteaz (în germană Firidhas, în maghiară Féregyház) este un sat în comuna Șagu din județul Arad, Banat, România.

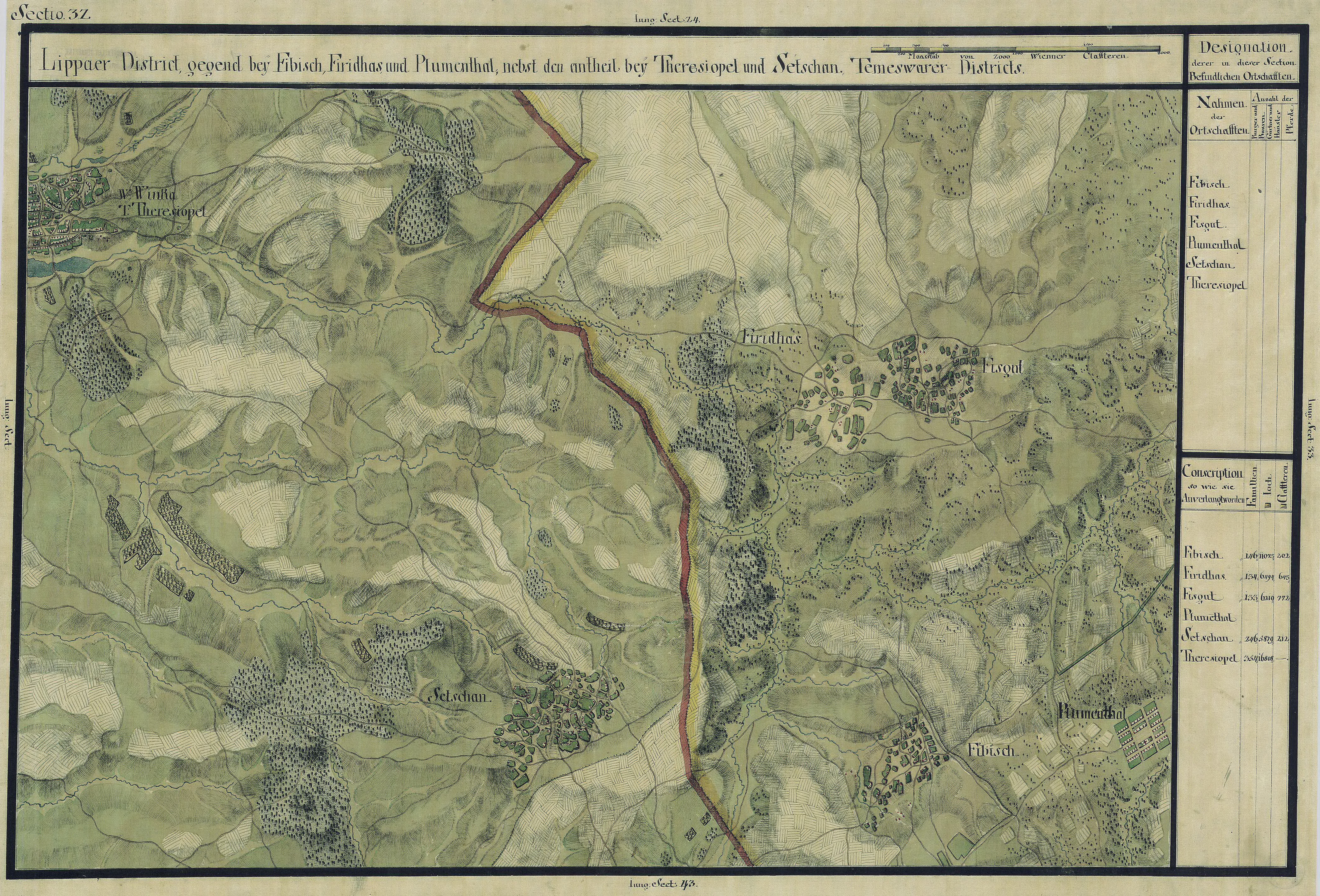
Firiteaz în Harta Iosefină a Banatului, 1769-72

.